# Знойко Олександр Павлович
Зно́йко Олекса́ндр Па́влович (*1907, Ніжин — †1988) — український фізик-ядерник за основним фахом, історик-краєзнавець, автор творів з історії і культури Київської Русі, українського міфотворення.

## Основні праці
- Міфи Київськоі землі та події стародавні. — Київ, 1989. — 304 с.